# Cupa Emirului din Kuweit
Cupa Emirului din Kuweit (în arabă كأس الأمير) este una dintre cele mai importante competiții de fotbal din Kuweit, fiind organizată anual de Federația de Fotbal din Kuweit încă din anul 1962. Competiția are format eliminatoriu și reunește cluburi din toate diviziile ligii kuweitiene, oferind o platformă pentru surprize și meciuri spectaculoase. Câștigarea Cupei Emirului este considerată o mare onoare în fotbalul kuweitian, iar în unele cazuri, învingătoarea poate obține calificarea în competiții continentale, precum AFC Cup. Printre cele mai de succes cluburi în istoria competiției se numără Al-Arabi SC și Al-Qadsia SC, care au câștigat de mai multe ori trofeul, consolidându-și statutul în fotbalul național.
Aceasta se joacă, de regulă, la finalul sezonului fotbalistic și este privită ca o culminare a anului sportiv în țară. Meciurile sunt disputate într-un format eliminatoriu direct, iar în caz de egalitate după 90 de minute se poate merge la prelungiri și penalty-uri. Finala este adesea organizată pe stadioane importante, cum ar fi Jaber Al-Ahmad International Stadium, una dintre cele mai mari și moderne arene din Kuweit. De-a lungul timpului, Cupa a fost suspendată sau amânată în anumite ediții din cauza conflictelor regionale, precum invazia Irakului în 1990, dar a fost reluată după revenirea la normalitate. În unele ediții, Cupa Emirului a fost deschisă și pentru cluburi din divizii inferioare, sporind șansele apariției de surprize istorice. Pe lângă prestigiul trofeului, câștigătorii beneficiază de premii financiare importante și sprijin oficial, deoarece competiția este văzută și ca un omagiu adus Emirului Kuweitului. În istoria competiției, rivalitatea dintre cluburi precum Al-Arabi SC, Al-Qadsia SC și Kuwait SC a alimentat popularitatea turneului, atrăgând mulțimi mari și audiențe TV semnificative.